# Valerie (The Zutons)
Valerie è il secondo singolo tratto dal album Tired of Hanging Around dei The Zutons. È stato pubblicato il 19 luglio 2006 ed è entrato subito alla nona posizione della classifica dei singoli in Gran Bretagna.

## Classifiche
| Classifica           | Posizione |
| -------------------- | --------- |
| Classifica inglese   | 9         |
| classifica irlandese | 32        |

## Tracce

### CD Versione 1
1. Valerie
2. April Foolzzz

### CD Versione 2
1. Valerie
2. I Will Be Your Pockets
3. In The City
4. Valerie (Video)

### Versione 7"
1. Valerie
2. Get Up & Dance

## Versione di Mark Ronson & Amy Winehouse
Valerie è il terzo singolo tratto dall'album di Mark Ronson Version.  Si tratta di una cover del pezzo omonimo dei The Zutons. Per questo singolo il DJ britannico si è affidato alla voce dell'acclamata cantante soul inglese Amy Winehouse. Questa versione del brano era stata originariamente cantata da Amy Winehouse al Jo While's Lounge Show sulla BBC Radio 1.

### Classifiche
| Classifica (2007-08) | Posizione |
| -------------------- | --------- |
| Austria              | 5         |
| Belgio (Fiandre)     | 18        |
| Germania             | 3         |
| Israele              | 4         |
| Italia               | 46        |
| Nuova Zelanda        | 39        |
| Paesi Bassi          | 1         |
| Regno Unito          | 2         |
| Svizzera             | 4         |